# Dariusz Dziekanowski
Dariusz Paweł Dziekanowski (* 30. September 1962 in Warschau) ist ein ehemaliger polnischer Fußballspieler.
Der Stürmer und offensive Mittelfeldspieler Dariusz Dziekanowski begann seine Fußballerlaufbahn bei Polonia Warschau, wo er bis 1979 spielte. Sein Debüt in der ersten polnischen Liga gab er bei Gwardia Warschau, wo er von 1979 bis 1983 spielte. Danach wechselte er zu Widzew Łódź als Nachfolger für Zbigniew Boniek, der zu Juventus Turin gewechselt war. Diesen Erwartungen konnte der junge Stürmer jedoch nicht gerecht werden und wechselte 1985 zu Legia Warschau, wo er dann seine beste Zeit als Fußballspieler hatte. Er wurde hier polnischer Vize-Meister, polnischer Pokalsieger und Torschützenkönig der polnischen Liga. 1989 wagte er den Schritt ins Ausland und spielte, jedoch ohne großen Erfolg, bei Celtic Glasgow. Auch sein zweiter Versuch in einer ausländischen Liga Fuß zu fassen scheiterte, als er 1994/95 beim 1. FC Köln spielte. Er kehrte in den Zwischenzeiten immer wieder in die erste polnische Liga zurück und beendete 1997 seine Laufbahn bei Polonia Warschau. Dziekanowski galt in den 1980er Jahren als das größte Stürmertalent in Polen, konnte jedoch nie den internationalen Durchbruch erreichen.
In der polnischen Fußballnationalmannschaft brachte er es auf 63 Einsätze und erzielte dabei 20 Tore. Er stand im polnischen Kader bei der Fußball-Weltmeisterschaft 1986 in Mexiko.
Nach Beendigung seiner aktiven Laufbahn war er Fußball-Kommentator für das polnische Fernsehen. Seit 2002 ist er Trainer der polnischen Juniorennationalmannschaft und übernahm nach der WM 2006 den Posten als Assistent des neuen polnischen Nationaltrainers Leo Beenhakker.

## Erfolge
- 1× Polnischer Meister (1994)
- 3× Polnischer Pokalsieger (1985, 1989, 1994)
- 1× Polnischer Supercupsieger (1994) (?)
- 1× Polnischer Torschützenkönig (1988)
- 1× WM-Teilnahme (1986)